# Katakhal
Katakhal (Nou Tall) és una branca del riu Dhaleswari al districte de Cachar a Assam.
S'hauria originat de manera artificial per obra d'un rajà de Cachar que va construir un embarcador al principal canal del Dhaleswari a uns 40 km de la seva unió amb el riu Barak. És navegable per bots de fins a 20 tones.